# Xylocopa sphinx
Xylocopa sphinx là một loài Hymenoptera trong họ Apidae. Loài này được Vachal mô tả khoa học năm 1899.